# Ultima I: The First Age of Darkness
Ultima, conhecido posteriormente como Ultima I: The First Age of Darkness ou simplesmente Ultima I, é um jogo eletrônico de RPG desenvolvido por Richard Garriott, e o primeiro jogo da série Ultima. Foi lançado primeiramente nos Estados Unidos pela California Pacific Computer Company, que registrou os direitos autorais do jogo em 2 de setembro de 1980 e o lançou oficialmente em junho de 1981. Desde seu lançamento, o jogo foi completamente recodificado e portado para muitas plataformas diferentes. A recodificação de 1986 de Ultima é a versão mais conhecida e disponível do jogo.
Ultima gira em torno de uma missão de encontrar e destruir a Joia da Imortalidade, que está sob o poder do bruxo Mondain para escravizar as terras de Sosaria. Com a joia em seu poder, ele não pode ser morto e seus subordinados aterrorizam a região. O jogador toma o papel do "Estranho", um indivíduo invocado de um outro mundo para acabar com o reinado de Mondain. O jogo segue as aventuras do "Estranho" para cumprir sua missão, que envolve avançar em vários aspectos da jogabilidade, incluindo dungeon crawling e viagens espaciais.
O jogo foi um dos primeiros RPGs para computador no mercado e é considerado um ponto de virada importante e influente para o desenvolvimento do gênero nos anos seguintes. Além de suas influências no gênero de RPGs eletrônicos, ele também é o primeiro jogo de computador de mundo aberto. Em 2007, a IGN incluiu o jogo em sua lista de dez jogos mais influentes de todos os tempos.